# خزيمة بن جهم
الصحابي خزيمة بن جَهْم بن قيس بن عبد شراحيل بن هاشم بن عَبْد مناف بن عبد الدار بن قصَيّ العبدي، كان هو وأَخوه عمرو وأَبوهما جَهْم وأم حرملة بنت عبد الأسود زوجة جهم ممن هاجر أَرض الحبشة في الهجرة الثانية، ورجعوا في السفينتين اللتين رجع فيهما من بقي من الصحابة مع عمرو بن أمية إِلى المدينة سنة 7 هـ.

## أنظر أيضاً
- جهم بن قيس.
- عمرو بن جهم.